# Hemidromodes
Hemidromodes is een geslacht van vlinders van de familie spanners (Geometridae), uit de onderfamilie Geometrinae.

## Soorten
- H. affinis Rothschild, 1915
- H. kossnerae Hausmann, 1996
- H. robusta (Prout, 1913)
- H. sabulifera Prout, 1922
- H. subbrunnescens (Prout, 1916)
- H. unicolorata Hausmann, 1996